# فلیکسیا ییپ
فیلیسیا یپ به چینی: 枼靜儀 زاده:۱۹۸۶ اولین و تنها مدل مالزیایی پلی بوی بود. وی از سال ۲۰۱۳ اقدام به استفاده از حجاب اسلامی کرد وچندی بعد در سال ۲۰۱۴ اعلام کرد که مسلمان شده است. وی قعالیت در زمینه مدلیتگ را در سال ۲۰۰۵ آغاز کرد و چندی بعد به یکی از فیتالیست‌های Dewi Remaja مبدل شد. وی در مجموعه I Wanna Be A Model به یکی از فینالیست‌ها مبدل گردید و در لیست the Hall of Fame for Miss Malaysia Tourism 2007 نیز قرار گرفت. وی در المپیک چین و پس از آن در پلی بوی نیز بعنوان مدل فعالیت داشت تا نهایتاً طی سال ۲۰۱۴ به اسلام گروید. وی درباره گرایش به اسلام و استفاده از حجاب گفت 
من اعتقاد دارم بیش از آن ارزش دارم که تنها بدنم را نمایش دهم. من به میل خود اسلام را پذیرفتم هر چند برخی دوستان تلاش داشتند مانع من شوند اما مادرم از این بابت و پیشرفت در زندگی ام خوشحال است.